# 초우어
초우어(Tsou)는 대만 원주민의 하나인 초우족이 사용하는 오스트로네시아어족의 언어이다. 화자는 대만 자이시 남동쪽의 아리산산맥 지역에 분포하고 있다.

## 이름
Tsou라는 이름은 말 그대로 "사람"을 뜻하는데, 이는 오스트로네시아조어 *Cau에서 규칙적인 음운 변화를 거쳐 나온 것으로 사오(Thao)와도 동계어이다.

## 분류
초우어는 전통적으로 오스트로네시아어족의 일차 어파인 초우어군을 이룬다고 여겨진다. 다만 Chang(2006)이나 Ross(2009) 등 최근의 일부 분류에서는 초우어군의 유효성에 의문을 제기하고 있다. 이에 따르면 초우어는 초우어군의 나머지 언어인 사아로아어와 카나카나부어보다 더 분기가 깊은 언어이다.

## 같이 보기
- 타이완 제어
- 초우어군